# سن-مارتن-دو-فرن
سن-مارتن-دو-فرن (به فرانسوی: Saint-Martin-du-Frêne) یک کمون در فرانسه است که در Canton of Nantua واقع شده‌است.

## خصوصیات
سن-مارتن-دو-فرن ۱۹٫۱۴ کیلومترمربع مساحت و ۱٬۰۶۹ نفر جمعیت دارد و ۵۱۶ متر بالاتر از سطح دریا واقع شده‌است.